# Перре, Луи
Луи Перре (фр. Louis Perrée; 25 марта 1871, III округ Парижа или Сен-Жосс-тен-Ноде — 1 марта 1924, Иври или Париж) — французский фехтовальщик, серебряный призёр летних Олимпийских игр 1900.
На Играх 1900 в Париже Перре соревновался на шпаге в любительском и открытом классе. В первом состязании он прошёл все стадии от первого раунда до финала и в итоге занял второе место, выиграв серебряную награду. Во второй дисциплине он разделил пятое место с ещё тремя спортсменами.